# Dornier Do 23
Le Dornier Do 23 est un bombardier bimoteur à moyen rayon d'action, développé dans les années 1930 par l'avionneur allemand Dornier. C'est une évolution du Dornier Do 11 et du Dornier Do 13 développée pour corriger les défauts et les performances insuffisantes de ces appareils.

## Conception et développement
Le Do 11 avait montré quelques problèmes, aussi deux projets furent lancés pour les résoudre. Le premier a conduit au Dornier Do 13; le second, une refonte plus large aboutit au Do 23. La plupart des problèmes sont corrigés, mais le Do 23 a toujours de médiocres performances et de ce fait eu une durée de service limitée, ayant été retiré des unités de combat à la fin des années 1930. Il fut remplacé par des avions comme le
Heinkel He 111 mais a continué à être utilisé pour l'entrainement et a même servi durant la Seconde Guerre mondiale dans la branche tchèque de la Luftwaffe,.

## Variantes
- Do 23F : version de production initiale.
- Do 23G : version améliorée, avec deux moteurs BMW VIU refroidis au glycol.